# Club Atlético Estudiantes (Paraná)
El Club Atlético Estudiantes es una institución deportiva de la ciudad Argentina de Paraná en la Provincia de Entre Ríos.
El Club Atlético Estudiantes (CAE) fue fundado el 5 de mayo de 1905. El club nació para jugar al fútbol y su primer nombre fue “Estudiantes Football Club”, hasta mediados de la década del 30 que se dejó de practicar dicho deporte y por ende el club fue renombrado como en la actualidad y su principal deporte actualmente es el rugby, por el cual es reconocido nacionalmente.
Desde 1921 cuenta con un lugar físico propio que es donde hoy se encuentra su sede central, en el Parque Urquiza.
Entre sus disciplinas que se practican en el club están: rugby, atletismo, basquetbol, golf, hockey sobre césped, natación, softbol, squash, tenis, vóley, buceo deportivo, gimnasia, pelota paleta y waterpolo, entre otros.

## Sedes
Posee 6 sedes; Sede Central, La Playa, El Golf, El Plumazo, El Plumín y el recientemente incorporado el Club de Tenis Urquiza.
Sede Central: 4 piscinas, cancha de rugby, 4 canchas de tenis, pista de atletismo, gimnasio cubierto para las prácticas de básquet y vóley, playón polideportivo, canchas de squash, pelota paleta y pelota a mano, gimnasio de pesas, quinchos, vestuarios, cantina comedor, escuela nivel inicial, primaria y secundaria, escuela de iniciación deportiva, Instituto de Educación Física (ISCAE).
La Playa: Cancha de vóley sobre arena, bajada de lanchas, espigón apto para la pesca, piscina, quinchos y sector de parrillas.
Golf: 18 hoyos para la práctica del golf, 2 piscinas.
El Plumazo: 3 canchas de rugby, una cancha para la práctica del hockey de césped sintético de arena, cancha de sóftbol, 8 canchas de tenis, 5 piscinas recreativas de formas curvilíneas, salón de usos múltiples, sector de parrillas.
El Plumín: 4 canchas de tenis, Cancha de hockey sobre césped natural, piscina, quincho, gran espacio de recreación, pista de lanzamiento de atletismo.
Club de Tenis Urquiza : 3 canchas de tenis, quincho y un buen gimnasio. Este está conectado con la Sede Central.

## Disciplinas a nivel nacional
Voleibol femenino: Compitió en la temporada 2008/2009 de la Liga A Femenina, haciendo una respetable actuación en su debut en la liga enfrentándose a equipos como Boca, River, Banco Nación, etc.
Softbol masculino: Participante siempre del Campeonato Nacional de Clubes de Sóftbol Argentino en los últimos años, siendo en el año 2008 el campeón nacional.
Básquetbol masculino: el Club Atlético Estudiantes fue el único en conseguir una liga nacional de basquetbol en la categoría infantil y solo utilizando jugadores canteranos sin reclutar: Campeón Argentino de la Liga Nacional de Clubes categoría Infantiles, Edición 2008.
Seven de la República (rugby): anualmente, el club es sede del Seven de la República, la competencia nacional más importante de rugby 7, que se realiza en El Plumazo.